# Пнин (роман)
«Пнин» (англ. Pnin) — тринадцатый (в том числе четвёртый англоязычный) роман русского писателя Владимира Владимировича Набокова, написанный в США и изданный книгой в 1957 году (ранее некоторые главы были опубликованы в журнале New Yorker).
Главный герой — профессор русского языка и литературы Тимофей Пнин показан с лёгкой иронией как русский интеллигент старой школы, пытающийся вписаться в американскую академическую среду. Фоном повествования служит картина жизни первой волны русской эмиграции в Америке. В финале романа уволенный профессор уезжает из города, но из более поздних произведений («Бледное пламя») можно узнать, что он возглавил кафедру славистики в другом университете.
Успех вышедшей в 1956 году англоязычной книги Набокова «Лолита» отразился и на известности «Пнина».

## Переводы на русский язык
- Г. Барабтарло, 1983 г.
- Б. Носик, 1991 г.
- С. Ильин, 1993 г.